# Anne-Marie Staub
Anne-Marie Staub (Pont-Audemer, 13 de novembro de 1914 – Saint-Germain-en-Laye, 2012) foi uma bioquímica francesa.

## Reconhecimentos
Recebeu o Prêmio Paul Ehrlich e Ludwig Darmstaedter de 1969.

## Obras
- com Marcel Raynaud: Cours d’immunologie générale et de sérologie de l’Institut Pasteur. 5.ª Edição, Paris 1967